# Konstantin von Quadt und Hüchtenbruck (Regierungspräsident)
Friedrich Karl August Ludwig Konstantin Freiherr von Quadt und Hüchtenbruck (* 14. November 1825 in Berlin; † 12. Juni 1881 in Nassau (Lahn)) war ein deutscher Verwaltungsjurist in Hannover und Preußen. Zuletzt war er Regierungspräsident im Regierungsbezirk Oppeln.

## Leben
Seine Eltern waren der General der Infanterie Konstantin von Quadt und Hüchtenbruck (1781–1868) und dessen Ehefrau Sophie geb. von Bodelschwingh (1791–1855). Sein Onkel Karl Heinrich von Quadt und Hüchtenbruck († 1850) war Generalmajor in niederländischen Diensten.
Quadt besuchte das nachmalige Gymnasium in Torgau. Nach dem Abitur studierte er an der Friedrich-Wilhelms-Universität zu Berlin und der Ruprecht-Karls-Universität Heidelberg Rechtswissenschaft und Kameralwissenschaft. Zugleich diente er 1843/44 in der Preußischen Armee als Einjährig-Freiwilliger beim 2. Garde-Regiment zu Fuß. 1844 wurde er Mitglied des Corps Guestphalia Heidelberg. Am Kammergericht legte er 1845 das Auskultator-, 1847 das Gerichtsreferendar- und 1850 das Gerichtsassessor-Examen ab. Anschließend ging er zur Regierung in Münster und zur Regierung in Minden. 1851 erhielt er die Ernennung zum Regierungsassessor. Seit 1853 im Handelsministerium, wurde von Quadt 1856 zum Oberpräsidium der Rheinprovinz in Koblenz versetzt. Im selben Jahr wurde er zum Landrat des Kreises Hamm (1856–1865) ernannt. 1863 kam er als Oberregierungsrat und Abteilungsdirigent zur Regierung in Münster. 1869–1878 war er Landdrost der Landdrostei Osnabrück im Königreich Hannover. Ab 1878 war er Regierungspräsident im Regierungsbezirk Oppeln. Quadt saß im Preußischen Abgeordnetenhaus und war Mitglied des Historischen Vereins in Münster an.

## Familie
Er heiratete am 28. Juni 1856 auf Haus Heyde Friederike Caroline Wilhelmine Elise Auguste Luise von Bodelschwingh (* 15. Juni 1833; † 15. September 1905), eine Tochter des preußischen Staatsministers Carl von Bodelschwingh. Das Paar hatte mehrere Kinder:
- Alfred Friedrich Constantin (1862–1928), preußischer Generalleutnant ⚭ 1890 Marie Gräfin von Schwerin (* 1. März 1868)
- Meta Frieda Marie (* 2. Dezember 1864)
- Wilhelm Ludwig Franz Friedrich (* 22. Februar 1866)
- Karl Wilhelm Udo Gustav (* 2. Juli 1867; † 30. Juli 1929) ⚭ Luise von Hohnhorst (* 26. Juli 1872; † 20. Oktober 1935)
- Friedrich Wilhelm Carl Walter Victor (* 27. Juni 1870)
- Wilhelm Julius (* 15. August 1871)
- Frieda Caroline Luise (* 10. März 1873)
- Luise Elisabeth Ida (* 16. Mai 1877)

## Ehrungen
- Königlicher Kronen-Orden (Preußen) III. Klasse mit rotem Kreuz im weißen Feld am Erinnerungsband
- Roter Adlerorden II. Klasse mit Eichenlaub
- Dienstauszeichnung der Landwehr II. Klasse